# 安部龍平
安部 龍平（あべ りゅうへい、1784年（天明4年）- 1850年5月6日（嘉永3年3月25日））は、江戸時代の蘭学者。 福岡藩士、直礼城代組となり、のち藩主黒田斉清の蘭学指南役を務めた。

## 生涯・人物
字は士魚、名は竜。蘭畝、蘭圃(甫)と号す。筑前国(福岡県)の微賤の生まれだが、福岡藩士安部忠内の養子となり、のち士籍に列せられた。
青木興勝(おきかつ)、次いで長崎の志筑忠雄に蘭学を学び、志筑の口述訳『二国会盟録』(ネルチンスク条約締結の記録)を筆記、補述した。
文政2年(1819年)に直礼城代組となり、のち藩主黒田斉清の蘭学指南役を務めた。
編著に斉清とシーボルトの本草学上の問答録『下問雑載』(1828年)、斉清の海防論を増補した『海寇窃策』、蘭書による南北アメリカ地誌『新宇小識』がある。
訳述態度は批判的で、シーボルトの日本人種論に対し「我日本人ハ神孫タルコト外夷ノ人ノ知ルベキニアラズ」と反発するなど、強気な性格もうかがえる。